# انجمن نویسندگان لهستان
انجمن نویسندگان لهستان (لهستانی: Stowarzyszenie Pisarzy Polskich) یا به اختصار «SPP» سازمانی از نویسندگان، شاعران، نمایشنامه‌نویسان و مترجمان لهستانی است که در سال ۱۹۸۹ بنیان نهاده شد و جایگزین «اتحادیه حرفه ای نویسندگان لهستانی» شد که پیش‌تر در سال ۱۹۲۰ به ابتکار استفان ژرومسکی پایه‌گذاری و پس از جنگ جهانی دوم غیرفعال شده بود. تأسیس این انجمن به‌دلیل تحولات تاریخی و سیاسیِ انقلاب‌های ۱۹۸۹ امکان‌پذیر شد. بسیاری از برجسته‌ترین و تأثیرگذارترین نویسندگان و اعضای سابق «اتحادیه نویسندگان لهستان» رسماً به این سازمان پیوستند که در سال ۱۹۸۴ راه اندازی شده بود شد اما به دلیل تصمیم مقامات کمونیستی تا سال ۱۹۸۹ غیرقانونی باقی ماند. چسواو میوش نخستین عضو رسمی این انجمن جدید بود.
مقر اصلی این انجمن در «خانهٔ ادبیات» در کراکوفسکیه پشدمیشچیه ورشو قرار دارد و ۱۱ نمایندگی و دفتر فرعی در شهرهای ورشو، لوبلین، کاتوویتسه، کراکوف، وروتسواف، شچچین، گدانسک، بیدگوشچ، ووچ، اولشتین و پوزنان دارد.